# 보디보딩
보디보딩(Bodyboarding)은 수상 스포츠의 일종이다. 1970년 하와이에서 휴가를 지내고 있던 톰 모리에 의해 고안되었다. 1 미터 정도의 합성 수지로 만들어진 판에 엎드려 파도 위를 질주한다.

## 기원
보디보딩은 배를 타고 파도를 타는 고대 형태(서핑)에서 유래되었다. 원주민 폴리네시아인들은 배, 무릎 또는 발(드문 경우)에 "알라이아" 보드를 탔다. 알라이아 보드는 일반적으로 아카시아 코아 나무로 만들어졌으며 길이와 모양이 다양했다. 복부 핀(fin)이 없다는 점에서 현대의 스탠드업 서핑보드와 구별된다. 쿡 선장은 1778년 하와이에 왔을 때 하와이 마을 사람들이 그러한 보드를 타는 것을 목격했다고 기록했다.
그가 목격한 보드는 약 90~180cm(3~6피트)였으며 엎드려(배로) 또는 무릎으로 탔는다. 알라이아 보드는 보다 현대적인 "파이포" 보드로 발전했다. 파이포 보드는 목재 또는 유리 섬유로 만들어졌다. 유리 섬유 보드에는 일반적으로 바닥에 핀이 있다. 톰 모리(Tom Morey)는 파이포를 타고 배를 타고 파도를 타는 이러한 형태를 스탠드업 서핑 보드를 만드는 기술에 결합시켰다.